# Ковачи, Аладар
А́ладар Ко́вачи (венг. Kovácsi Aladár; 11 декабря 1932, Будапешт, Венгрия — 8 апреля 2010, Будапешт, Венгрия) — венгерский спортсмен, чемпион Олимпийских игр 1952 года по современному пятиборью в командном зачёте.
Спортсмену не было ещё и двадцати лет, когда вместе с Габором Бенедеком и Иштваном Сонди выиграл командное золото на Олимпиаде в Хельсинки. Затем на чемпионате мира в швейцарском Маколине (1955) он завоёвывает командное золото и индивидуальную бронзу, а в шотландском Олдершоте (1958) становится серебряным призёром в составе сборной Венгрии (командные соревнования). Пятикратный чемпион своей страны.
Закончил карьеру в 27 лет, расставшись с большим спортом, работал акушером-гинекологом.